# San Lorenzo (Veracruz)
San Lorenzo is een archeologische vindplaats in Mexico, in het laagland aan de Mexicaanse Golfkust. Het bevindt zich in de gemeente Texistepec in de staat Veracruz.
San Lorenzo staat bekend als een belangrijke vindplaats voor archeologisch voorwerpen. De plaats wordt gezien als waarschijnlijk een van de plaatsen waar de Olmeekse cultuur ontstaan is.
In San Lorenzo zijn ook de resten gevonden van wat waarschijnlijk het grootste gebouw van die tijd was. Het was een natuurlijke hoogte waarop gebouwen stonden, met daar omheen een aantal aangelegde hoogtes, waarschijnlijk de resten van piramides. Daar zijn ook een aantal enorm grote koppen gevonden (net als in bijvoorbeeld La Venta), waarschijnlijk waren dat beelden van de machthebbers uit die tijd.